# Emirato de Armenia
El emirato de Armenia (en árabe: إمارة أرمينيا‎, romanizado: imārata Arminiya), también llamado Ostikanato de Armenia (en armenio: Արմինիա ոստիկանություն, romanizado: Arminia vostikanut'yun), fue un término político y geográfico usado por los árabes para designar a las tierras de la Armenia medieval y sus vecinas Iberia y Albania tras su conquista de estas regiones en el siglo VII. Aunque los califas inicialmente permitieron la persistencia de un príncipe armenio como señor de la provincia de Armenia cambio de tributo y apoyo militar, el califa Abd al-Malik ibn Marwan introdujo un gobierno directo de la región a través de un ostikan con capital en Dvin.

## Historia

### Periodo temprano
La primera expedición árabe llegó a Armenia en 639. Dvin fue capturada y saqueada durante esta expedición el 6 de octubre de 640. Una segunda invasión tuvo lugar en 642–643 y una tercera en 650, la cual capturó las tierras al norte del Lago Van. Según el obispo Sebeos, en enero de 642, los árabes tomaron la ciudad de Tovin (Dvin) por asalto, masacraron a doce mil de sus habitantes y redujeron a treinta y cinco mil a la esclavitud.
Armenia aun así quedó bajo autoridad bizantina hasta que en 653/654, Theodore Rshtuni voluntariamente se sometió a la autoridad árabe a cambio de ser reconocido como príncipe autónomo de Armenia. Según este acuerdo, Armenia se mantendría como estado autónomo a cambio de un tributo anual y una contribución de quince mil soldados al ejército árabe. Con ayuda árabe, Rhstuni repelió ataques bizantinos y las tropas árabes incluso capturaron Theodosiopolis, en 655 asentó su control del país. Rhstuni fue llevado a Damasco y su rival Hamazasp Mamikonian nombrado en su lugar.
El estallido de la Guerra Civil musulmana en 657 supuso el regreso a Siria de las tropas árabes destacadas en Armenia. El vacío de poder permitió a los bizantinos restablecer su dominio sobre Armenia, con la colaboración de Mamikonian.
En 661, el vencedor de la guerra civil musulmana, Mu'awiyah, exigió a los príncipes armenios el restablecimiento del tributo, a lo que accedieron para evitar otra guerra.

### Establecimiento del control directo musulmán
Durante la mayor parte de la segunda mitad del siglo VII, la presencia árabe en Armenia fue mínima. Armenia era considerada tierra conquistada por los árabes, pero disfrutaba de autonomía de facto regulada por el tratado firmado entre Rhstuni y Mu'awiyah en 654. Los príncipes armenios fueron obligados a pagar impuestos relativamente bajos y a proporcionar soldados en caso de guerra. En este caso, los príncipes recibían un subsidio anual de 100,000 dirhams. A cambio no había guarniciones árabes o gobernadores en el territorio armenio. Asimismo, el califa garantizaba ayuda militar en caso de un ataque bizantino. La política árabe de exigir que el tributo fuera pagado en dinero en efectivo tuvo un gran efecto en la economía y sociedad de Armenia. Se acuñaron monedas en Dvin y los armenios tuvieron que producir un excedente alimentario y de otros bienes para su venta. Así, la vida urbana vio un auge en la región y la economía se potenció.
La situación cambió durante el reinado del califa Abd al-Malik (r. 685–705). En 700, el hermano del Califa y gobernador de Adharbayjan (Azerbaiyán iraní moderno), Muhammad ibn Marwan, sometió el país tras una serie de campañas. A pesar de una rebelión en 703 con ayuda bizantina, Muhammad ibn Marwan derrotó a la nobleza armenia y ejecutó a los príncipes rebeldes en 705. Armenia, junto con los principados de Albania e Iberia (en Georgia) formó la provincia de Armenia, con capital en Dvin (árabe Dabil). Esta ciudad fue reconstruida por los árabes y se convirtió en sede del gobernador (ostikan) y de una guarnición. Durante la mayoría del periodo Omeya, Armenia tendió a ser manejada junto a Adharbayjan y Jazira como una única superprovincia.
Armenia fue gobernada por un emir o wali desde Dvin, cuya función se limitaba a la defensa militar y la recolección de impuestos: el país era en gran parte administrado por los príncipes locales o nakharar. La provincia fue formalmente dividida en cuatro regiones: Armenia I (Albania), Armenia II (Iberia), Armenia III (el área alrededor de río Aras), Armenia IV (Taron). La nobleza local fue encabezada, como en la época sasánida, por un príncipe (ishkhan) que en siglo IX, fue probablemente Bagrat II Bagratuni. El título evolucionó al título de "príncipe de príncipes" (ishkhan ishkhanats′). Actuando como la cabeza de los otros príncipes, el ishkhan era responsable ante el gobernador árabe de la recolección de los impuestos y de las levas militares.
Un censo y registro de Armenia tuvo lugar en 725, seguido por un aumento significativo de los impuestos para financiar las necesidades militares del califato. Los armenios aportaron tropas a las guerras entre árabes y jázaros de las décadas de 720 y 730. Como resultado, en 732 el gobernador Marwan ibn Muhammad (futuro Marwan II) nombró a Ashot III Bagratuni como el príncipe de Armenia, reafirmando la autonomía del país.

### Periodo abásida hasta 884
Con el establecimiento del Califato abásida, comenzó un periodo de represión. El califa al-Saffar acabó con una rebelión armenia en 747-750 empleando una gran brutalidad. Su sucesor al-Mansur revocó los privilegios y subsidios de los nakharar además de establecer duros impuestos. A resultas de ello, en 774 comenzó una nueva revuelta, que fue derrotada en la Batalla de Bagrevand de abril de 775. El fracaso de la rebelión vio la extinción, reducción a la insignificancia o el exilio a Bizancio de las más prominentes dinastías nakharar, en particular de los Mamikonios. A consecuencia de ello, el califato afianzó su dominio del Cáucaso: la nobleza de la vecina Iberia fue diezmada en la década de 780 y se repobló la provincia con tribus árabes, comenzando la islamización de Albania. Iberia y Armenia vieron la creación de una serie de emiratos árabes. Al mismo tiempo, el vacío de poder dejado por la destrucción de los clanes lnakharar fue llenado por dos familias: Artsruni en el sur (Vaspurakan) y Bagratuni en el norte.
El bagratuni Ashot I fue capaz de expandir su poder rápidamente. A través de enlaces familiares con otras familias como los Artsruni y los Siwnis, y gracias a una política cautelosa hacia los califas abasíes y sus gobernadores árabes de Armenia, por 860 se había establecido de hecho, aunque no nominalmente, como rey autónomo.
A pesar de ello, el Emirato de Armenia duró hasta 884, cuándo Ashot, que se había apoderado ya de la mayoría de la región, se proclamó «rey de los armenios». Fue reconocido como tal por el califa Al-Mu'tamid en 885 y por el emperador bizantino Basilio I en 886.

## Gobernadores árabes de Armenia

### Primeros gobernadores
Llamados gobernadores bajo los califas Uthmán (r. 644–656) y Ali (r. 656–661), así como los primeros Omeyas:
- Hudaifa ibn al-Yaman
- al-Mughira ibn Shu'ba
- al-Qasim ibn Rabi'Un ibn Umayya ibn Abi' al-Thaqafi
- Habib ibn Maslama al-Fihri
- al-Cuando'ath ibn Qays al-Kindi (ca. 657)
- Al-Muhallab ibn Abi Suffrah (ca. 686)

### Emires (Ostikans)
Con la sumisión de Armenia a Muhammad ibn Marwan en 695, la provincia fue formalmente incorporada al Califato, y un gobernador árabe (ostikan) se instaló en Dvin:
- Muhammad ibn Marwan (c. 695-705), representado por:
  - Uthman ibn al-Walid ibn 'Uqba ibn Aban Abi Mu 'ayt
  - Abdallah ibn Hatim al-Bahili
- Abd al-Aziz ibn Hatim al-Bahili (706-709)
- Maslamah ibn Abd al-Malik (709-721)
- al-Djarrah ibn Abdallah al-Hakami (721-725)
- Maslamah ibn Abd al-Malik (725-729)
- al-Djarrah ibn Abdallah al-Hakami (729-730)
- Maslamah ibn Abd al-Malik (730-732)
- Marwan ibn Muhammad (732-733)
- Sa'id ibn Amr al-Harashi (733-735)
- Marwan ibn Muhammad (735-744)
- Ishaq ibn Musulmán al-Uqayli (744-750)
- Abu Ja'far Abdallah ibn Muhammad (750-753)
- Yazid ibn Asid ibn Zafir al-Sulami (753-755)
- Sulayman (755-?)
- Salih ben Subai al-Kindi (c. 767)
- Bakkar ibn Musulmán al-Uqayli (c. 769-770)
- al-Hasan ibn Qahtaba (770/771-773/774)
- Yazid ibn Asid ibn Zafir al-Sulami (773/774-778)
- Uthman ibn 'Umara ibn Khuraym (778-785)
- Khuzayma ibn Khazim (785-786)
- Yusuf ibn Rashid al-Sulami (786-787)
- Yazid ibn Mazyad al-Shaybani (787-788)
- Abd al-Qadir (788)
- Sulayman ibn Yazid (788-799)
- Yazid ibn Mazyad al-Shaybani (799-801)
- Asad ibn Yazid al-Shaybani (801-802)
- Muhammad ibn Yazid al-Shaybani (802-803)
- Khuzayma ibn Khazim (803-?)
- Asad ibn Yazid al-Shaybani (c. 810)
- Ishaq ibn Sulayman (c. 813)
- Jalid ibn Yazid al-Shaybani (813-?)
- Jalid ibn Yazid al-Shaybani (828-832)
- Jalid ibn Yazid al-Shaybani (841)
- Jalid ibn Yazid al-Shaybani (c. 842-844)
- Muhammad ibn Khalid (c. 842/844-?)
- Abu Sa'id Muhammad al-Marwazi (849-851)
- Yusuf ibn Abi Sa'id al-Marwazi (851-852)
- Muhammad ibn Khalid (857-862)
- Ali ibn Yahya al-Armani (862-863)
- Isa ibn al-Shaykh al-Shaybani (870-878, nominalmente hasta 882/3)

## Príncipes vasallos de Armenia durante el gobierno musulmán
- Mjej II Gnuni Մժեժ Բ Գնունի, 628–635
- David Saharuni Դավիթ Սահառունի, 635–638
- Theodore Rshtuni Թէոդորոս Ռշտունի, 638–645
- Varaztirots II Bagratuni Վարազ Տիրոց Բ Բագրատունի, 645
- Theodore Rshtuni Թէոդորոս Ռշտունի, 645–653, 654–655
- Mushegh II Mamikonian Մուշէղ Բ Մամիկոնեան, 654
- Hamazasp II Mamikonian Համազասպ Բ Մամիկոնեան, 655–658
- Gregory I Mamikonian Գրիգոր Ա Մամիկոնեան, 662–684/85
- Ashot II Bagratuni Աշոտ Բ Բագրատունի, 686–690
- Nerses Kamsarakan Ներսէս Կամսարական, 689–691
- Smbat VI Bagratuni Սմբատ Զ Բագրատունի, 691–711
- Ashot III Bagratuni Աշոտ Գ Բագրատունի, 732–748
- Gregory II Mamikonian Գրիգոր Բ Մամիկոնեան, 748–750
- Sahak VII Bagratuni Սահակ Է Բագրատունի, 755–761
- Smbat VII Bagratuni Սմբատ Է Բագրատունի, 761–775
- Ashot IV Bagratuni Աշոտ Դ Բագրատունի, 806–826
- Bagrat II Bagratuni Բագրատ Բ Բագրատունի, 830–851
- Ashot V Bagratuni Աշոտ Ա Հայոց Արքայ, Աշոտ Ե իշխան Հայոց, 862–884